# Congregação Cristã em Portugal
A Congregação Cristã em Portugal  é uma igreja cristã evangélica em Portugal.

## História
A Congregação Cristã em Portugal tem origem no retorno do emigrante português Domingos de Sá em 1938 de São Paulo, no Brasil, onde conheceu a Congregação Cristã no Brasil. O núcleo original da Congregação Cristã em Portugal foi na cidade do Porto.

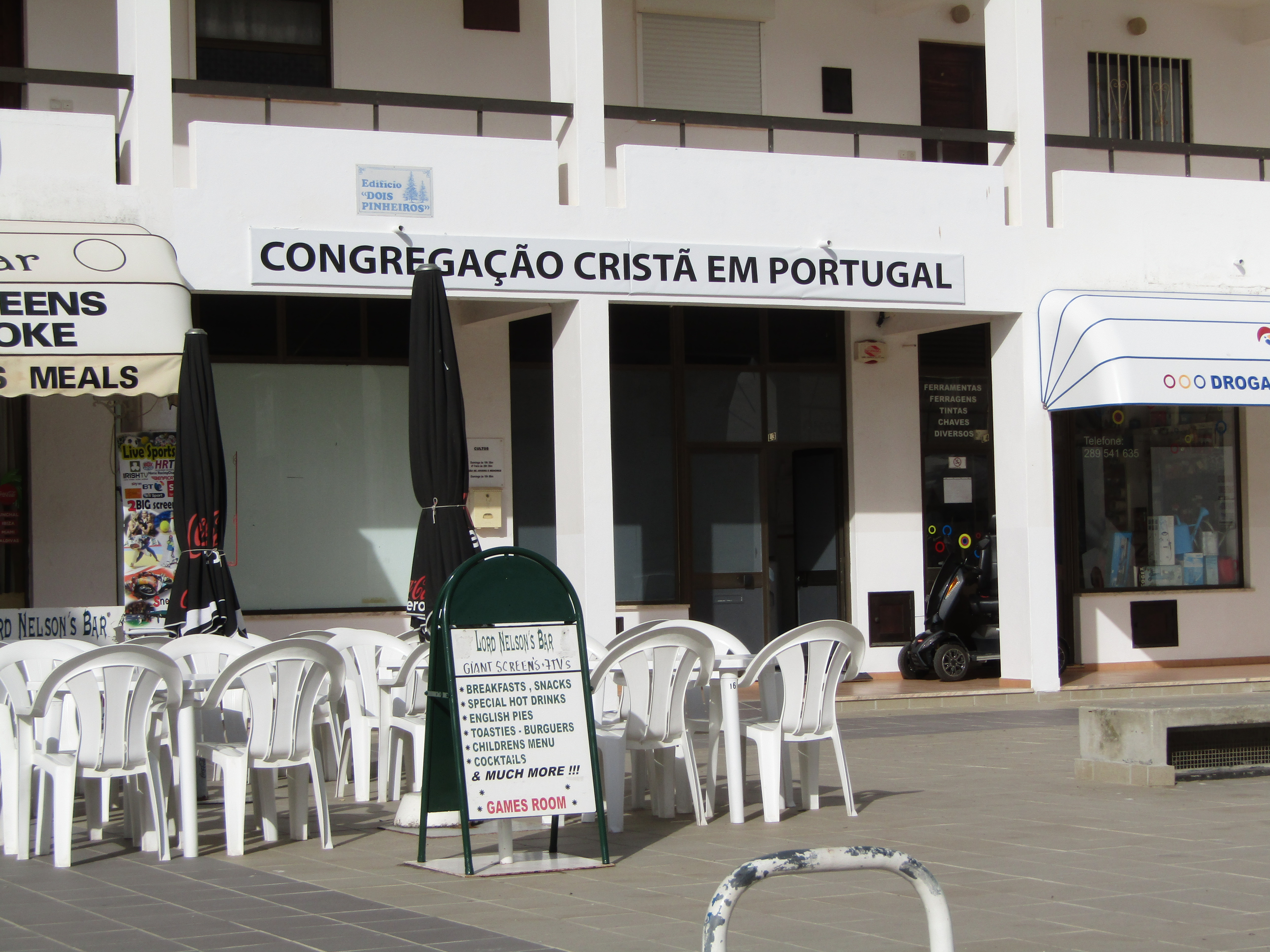
Congregação Cristã em Portugal, na cidade de Albufeira.

Nos anos 1960 e 1970 emigrantes portugueses levaram sua fé para o Luxemburgo, Suíça e Bélgica, resultando as Congregações Cristãs daquelas nações. Só depois da Revolução dos Cravos em 1974 a Congregação Cristã em Portugal foi oficializada e o primeiro local de reunião pública aberto no Porto.
Desde a década de 1990, a Congregação Cristã em Portugal recebeu um influxo de brasileiros, principalmente aos arredores de Lisboa e no Sul.
A primeira sala de oração da congregação foi na rua do Bonjardim, nº 1061, no Porto, que tornou-se a sede da Congregação Cristã em Portugal. Em 2010 havia aproximadamente 200 congregações em Portugal, com 30 000 membros. Embora em todo o território nacional, a maior parte está concentrada no vale do Rio Douro, onde é a maior denominação evangélica da região.[carece de fontes?]

## Doutrina
Os 12 artigos de Fé e doutrina seguidos pela Congregação:
1. Nós cremos na inteira Bíblia e aceitamo-la como infalível Palavra de Deus, inspirada pelo Espírito Santo. A Palavra de Deus é a única e perfeita guia da nossa fé e conduta, e a Ela nada se pode acrescentar ou d'Ela diminuir. É, também, o poder de Deus para salvação de todo aquele que crê.
2. Nós cremos que há um só Deus vivente e verdadeiro, eterno e de infinito poder, Criador de todas as coisas, em cuja unidade há três pessoas distintas: o Pai, o Filho e o Espírito Santo.
3. Nós cremos que Jesus Cristo, o Filho de Deus, é a Palavra feita carne, havendo assumido uma natureza humana no ventre de Maria virgem, possuindo Ele, por conseguinte, duas naturezas, a divina e a humana; por isso é chamado verdadeiro Deus e verdadeiro homem e é o único Salvador, pois sofreu a morte pela culpa de todos os homens.
4. Nós cremos na existência pessoal do diabo e de seus anjos, maus espíritos, que, junto a ele, serão punidos no fogo eterno.
5. Nós cremos que a regeneração, ou o novo nascimento, só se recebe pela fé em Jesus Cristo, que pelos nossos pecados foi entregue e ressuscitou para nossa justificação. Os que estão em Cristo Jesus são novas criaturas. Jesus Cristo, para nós, foi feito por Deus sabedoria, justiça, santificação e redenção.
6. Nós cremos no batismo na água, com uma só imersão, em Nome de Jesus Cristo e em Nome do Pai, e do Filho, e do Espírito Santo.
7. Nós cremos no batismo do Espírito Santo, com evidência de novas línguas, conforme o Espírito Santo concede que se fale.
8. Nós cremos na Santa Ceia. Jesus Cristo, na noite em que foi traído, tomando o pão e havendo dado graças, partiu-o e deu-o aos discípulos, dizendo: "Isso é o meu corpo, que por vós é dado; fazei isto em memória de mim". Semelhantemente tomou o cálice, depois da ceia, dizendo: "Este cálice é o Novo Testamento no meu sangue, que é derramado por vós".
9. Nós cremos na necessidade de nos abster das coisas sacrificadas aos ídolos, do sangue, da carne sufocada e da fornicação, conforme mostrou o Espírito Santo na Assembleia de Jerusalém.
10. Nós cremos que Jesus Cristo tomou sobre si as nossas enfermidades. "Está alguém entre vós doente? Chame os presbíteros da Igreja, e orem sobre ele, ungindo-o com azeite em nome do Senhor; e a oração da fé salvará o doente, e o Senhor o levantará; e, se houver cometido pecados, ser-lhe-ão perdoados".
11. Nós cremos que o mesmo Senhor (antes do milênio) descerá do céu com alarido, com voz de arcanjo e com a trombeta de Deus; e os que morreram em Cristo ressuscitarão primeiro. Depois, nós, os que ficarmos vivos, seremos arrebatados juntamente com eles nas nuvens, a encontrar nos ares e assim estaremos sempre com o Senhor.
12. Nós cremos que haverá a ressurreição corporal dos mortos, justos e injustos. Estes irão para o tormento eterno, mas os justos para a vida eterna.